# Ich dien

Insígnia de Príncep de Gal·les

"L'escut de pau" del príncep negre

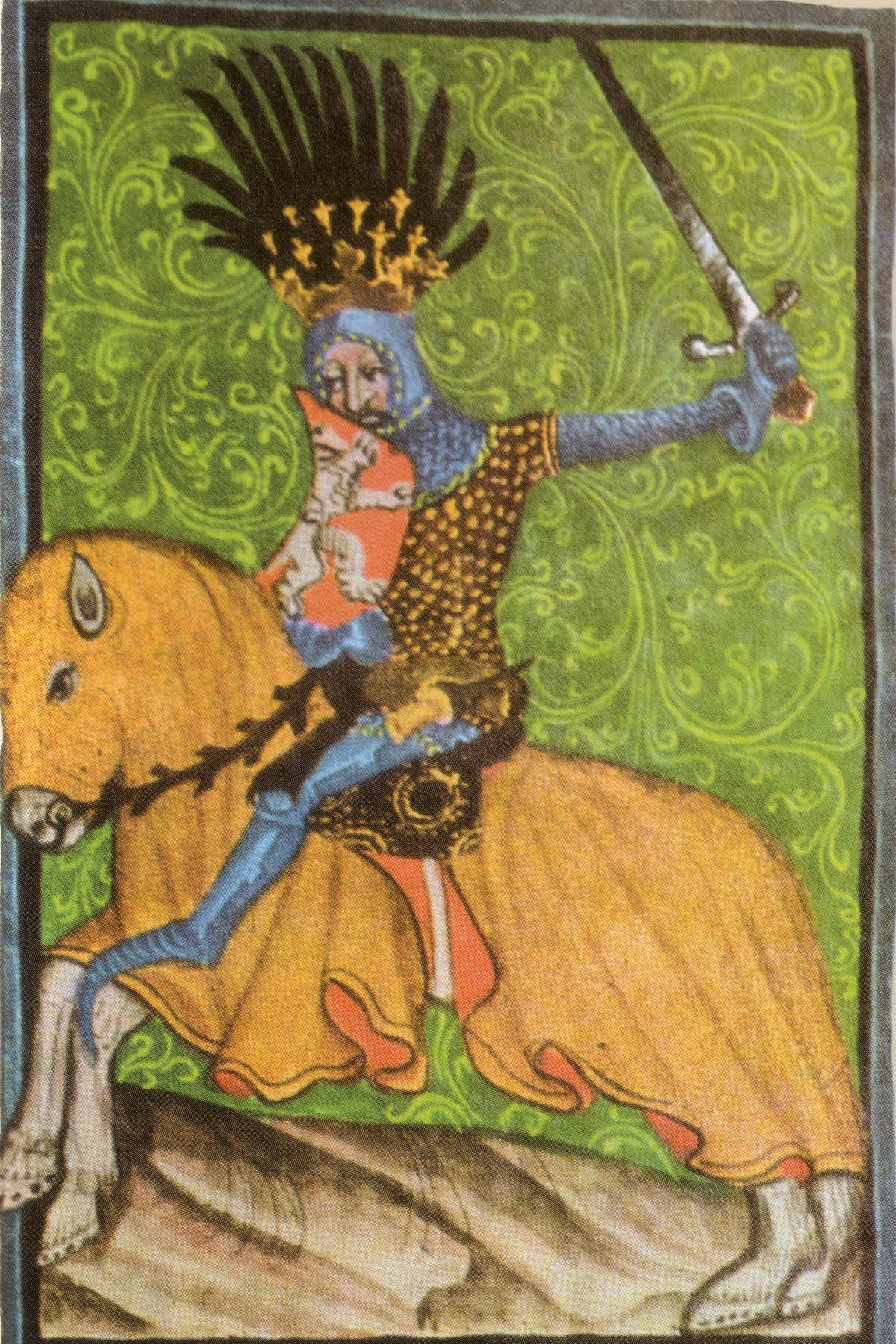
Joan de Luxemburg en miniatura; joia visible en forma d'ales de voltor negre, no de plomes d'estruç blanques

Ich dien és el lema que apareix a la insígnia del Príncep de Gal·les, l'hereu de la corona britànica, tal com havia aparegut a l'escut d'armes del Princep Negre. A part d'utilitzar-se en l'heràldica reial, la insígnia és utilitzada de vegades per simbolitzar Gal·les, concretament, pels regiments gal·lesos de l'exèrcit britànic o entre d'altres, per la Unió Gal·lesa de Rugbi, que l'adoptà com a logotip, entrat el segle xx.

## Blasó
Consta de tres plomes d'estruç blanques (o platejades) que surten d'una una corona ducal daurada. Una cinta blava sota la corona porta el lema "Ich dien" (de l'alemany antic Ich diene [ɪç ˈdiːn], "Jo serveixo").

## Origen
La insígnia deriva probablement de l'escut addicional del Príncep Negre (l'anomenat "escut de la pau"), que representava "tres plomes d'estruç al camp negre, dues sobre una, l'extrem de cadascuna envoltades per un rotllo d'argent".  Un emblema similar va ser utilitzat pel seu germà, Joan de Gant, però les plomes eren daurades en forma d'ermini. Les plomes d'estruç es repeteixen als segells i als escuts d'armes de diversos prínceps i reis anglesos, inclòs el pare del príncep negre, el rei Eduard III, a part d'Edward, duc de York, que va utilitzar un segell amb una sola ploma d'estruç però també amb el lema Ich dien. Eren un signes de la família reial, no relacionats amb cap títol específic, tot i que de vegades diferenciats per signes de dignitat. La seva estreta relació amb l'hereu oficial al tron es remunta a la dinastia Stuart.
Les plomes d'estruç eren probablement originàriament un signe dels comtes d'Hainault, Philip de Hainault era la mare del Príncep Negre i podia heretar d'ellal ús d'aquest emblema. Aquest origen s'indica amb el fet que per primera vegada s'esmenta el signe d'una ploma d'estruç a la llista d'articles pertanyents a la reina Philippa d'un document que data del període posterior al 1369.
Hi havia una llegenda que suposava que aquest emblema provenia de la joia del escut del rei txec Joan de Luxemburg, que va morir el 1346 a Crécy, lluitant contra els exèrcits del rei Eduard II i del príncep negre. Aquesta llegenda, que apareix per primera vegada el 1614, es va considerar falsa.

## Ús
El príncep de Gal·les és únic membre de la família reial britànica (que no sigui el monarca) que posseeix un emblema assignat oficialment; tanmateix, hi té dret com a fill gran del monarca, i no perquè sigui el príncep de Gal·les, A part d'això, a través de l'associació amb una persona que és el príncep de Gal·les, també s'utilitza com un dels símbols nacionals gal·lesos i, com a tal, va ser adoptat per la Unió Gal·lesa de Rugbi com a logotip. però respecte l'original, la inscripció de la cinta s'ha canviat a WRU. Aquest símbol es va col·locar a les disfresses dels representants de Gal·les a la unió de rugbi. L'emblema també apareix com un element de les marques de molts regiments de l'exèrcit britànic que estaven o estan relacionats amb el príncep de Gal·les. Els anys 1971-2008 es va encunyar al revers de les monedes de dos cèntims.